# 中国五金博览会
中国五金博览会是中国五金商品与技术交易、人才交流为活动的大型博览会，每年9月26日至9月28日在浙江省永康市的中国科技五金城举办。中国五金博览会由国家商务部与浙江省人民政府共同支持，中国国际贸易促进委员会、中国商业联合会、中国轻工业联合会、中国科技金融促进会、中国发明协会联合主办，浙江省永康市人民政府，中国国际贸易促进委员会浙江省分会承办。

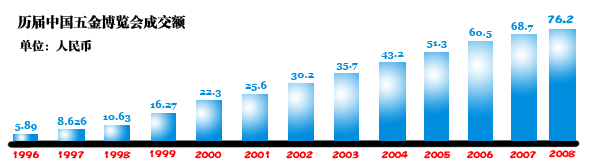
1996年-2008年历届五金博览会交易额

## 历史
中国五金博览会创办于1996年，至2009年已举办14届，依托浙江永康这个五金生产和出口基地，及中国最大的五金产品集散中心——中国科技五金城的市场，进行五金产品及相关产品、技术的展览交易与人才的交流。2009年的第14届中国五金博览会展出面积5万平方米，设展位2600多个，参展参会洽谈贸易达27.7万人次，参展参会洽谈贸易专业观众9.67万人次，同，商贸人员5.76万人次，外商1万人次。发生交易额82.5亿元，比上届增长8.3%；发生出口额5.68亿美元，比上届增长4.6%。